# نجمة تائهة
نجمة تائهة للكاتب الفرنسي الحائز على جائزة نوبل جان ماري غوستاف لو كليزيو، تحكي الرواية قصة فتاتين مراهقتين، خلال الحرب العالمية الثانية وبعدها، الأولى هي إستير، يهودية فرنسية تهرب مع والدتها إلى القدس، بعد انتهاء احتلال إيطاليا لجزء صغير من جنوب شرق فرنسا خلال الحرب، أما الثانية فهي نجمة، فتاة عربية يتيمة، لا تستطيع العودة إلى مدينة ولادتها عكا. تهاجر إستير إلى الدولة الجديدة، حيث تلتقي بمجموعة جديدة من اللاجئين، هذه المرة لاجئين فلسطينيين.

## ملخص القصة
في عام 1944، وفي منطقة جبلية على الحدود الفرنسية–الإيطالية، كانت إستير ووالدتها، إلى جانب جميع اليهود في قرية سان-مارتان، مضطرين لعبور الحدود من فرنسا إلى إيطاليا هربًا من قوات شوتزشتافل النازية  بعد الحرب، تبدأ إستير ووالدتها إليزابيث رحلة طويلة باتجاه فرنسا، ثم إلى السفينة التي ستقلهما إلى فلسطين. وحين تصل إستير أخيرًا إلى القدس، تلتقي بشكل عابر بفتاة فلسطينية تُدعى نجمة، وهي فتاة مشرّدة مثلها، وتتبادلان الأسماء للحظة.
لاحقًا، تجد نجمة نفسها، في صيف عام 1948، في مخيم نور شمس للاجئين، لتصبح واحدة من الآلاف الذين شُرِّدوا بعد قيام إسرائيل.
وفقًا لأحد النقاد  كان من الممكن أن تكون رواية النجم الهائم رواية مؤثرة جدًا لو ركّز لو كليزيو فقط على معاناة اللاجئين الفلسطينيين أو اللاجئين اليهود في تلك الفترة، إلا أن الناقد أضاف أن الكاتب، بامتناعه عن الانحياز، وبتصويره عذاب الجميع دون تمييز، قد أنجز "عملاً يكاد يكون تحفة فنية".
وفي صحيفة لوموند الفرنسية، كتب بيير لوباب أن لو كليزيو "ذهب إلى ما هو أبعد من ذلك، أعمق من ذلك"، حيث لا تكتفي كتابته بتصوير الأمل في السلام، بل تنقب في المفاصل الجوهرية للحياة نفسها بحثًا عن جذور الألم، تمامًا كما تبحث عن بوادر الأمل، حتى في مواجهة الزمن وقسوة العناصر الطبيعية.
يصف لوباب كتابة لو كليزيو بأنها بحثٌ عبر الشمس والأرض، عبر الولادة والموت، في محاولة لفهم لغز الأصل الأول لكل شيء، رغم غموض المستقبل. ويُبرز أن هذا السعي يتطلب القدرة على التذكّر والنسيان معًا — إذ لا يمكن إصلاح شيء دون هذين البعدين 

## الشخصيات

### الشخصيات الرئيسية
- إستر:  فتاة يهودية فرنسية، تعيش في مدينة نيس خلال الحرب العالمية الثانية، عانت من اضطهاد النازيين، وفقدت والدها، هاجرت مع والدتها بعد نهاية الحرب، وواجهت معاناة الاندماج والحياة في وطن غريب، تمثّل وجهة نظر اللاجئ اليهودي الباحث عن وطن.
- نجمة: فتاة فلسطينية شابة، تعيش في أحد مخيمات اللاجئين، هجّرت عائلتها من أرضها بعد قيام إسرائيل. تمثّل الوجه الآخر للمعاناة، اللاجئة التي سُلب منها وطنها، وعلاقتها بإستر رمزية، تعكس تشابها إنسانيًا رغم التباعد.

### شخصيات ثانوية:
- أم إستر:  ترافق ابنتها في رحلتها من فرنسا تمثل الحنان الأمومي والمرافقة في ظروف المنفى، لكنها أيضًا متألمة من الفقد والشتات.
- الجنود واللاجئون: تظهر شخصيات متعددة تمثل المحيط السياسي والاجتماعي، مثل الجنود، اللاجئين، الضباط، والأشخاص في المخيمات، ليس لهم دور فردي مميز، لكنهم يُسهمون في بناء خلفية الحرب والشتات.